# Snoek (bier)
Snoek is een Belgisch biermerk. De bieren wordt gebrouwen in opdracht van Mout- en Brouwhuis De Snoek te Fortem, een gehucht van Alveringem.

## Achtergrond
De Snoek-bieren worden gebrouwen in opdracht van het brouwerijmuseum en de herberg Brouwershof. De brouwerijen die de bieren maken, gebruiken daarvoor recepten van het museum. De bieren kunnen van het vat gedronken worden in het Brouwershof en kunnen daar ook gekocht worden.
Eerder liet de opdrachtgever een bier met een alcoholpercentage van 6,9% brouwen door brouwerij De Dolle Brouwers te Esen.

## De bieren
- Snoek Bruin is een donker bier van hoge gisting met een alcoholpercentage van 5,5%. Het bier wordt gebrouwen door Brouwerij Strubbe te Ichtegem.
- Snoek Blond is een blond bier van hoge gisting met een alcoholpercentage van 7,5%. Het bier wordt gebrouwen door Brouwerij Bavik te Bavikhove.[2]